# 福島県道31号浪江国見線
福島県道31号浪江国見線（ふくしまけんどう31ごう なみえくにみせん）は、福島県双葉郡浪江町から伊達郡国見町に至る県道（主要地方道）である。

## 概要

### 路線データ
- 起点：双葉郡浪江町津島字下谷津
- 終点：伊達郡国見町藤田
- 総延長： 65.276 km[要出典]
  - 重用延長：17.599 km[要出典]
  - 実延長：47.677 km[要出典]
  - 未舗装区間：5.669 km[要出典]
  - 自動車交通不能区間：4.248 km[要出典][1]

自動車通行不能区間
- 伊達市霊山町大字石田 - 伊達市霊山町大字大石[2]

## 歴史
- 1976年4月1日 - 建設省告示第935号が公布され、福島県道飯樋津島線、臼石飯樋草野線の一部、草野伊達線の一部、御代田泉原梁川線の一部、福島角田岩沼線の一部、梁川桑折線の一部、保原国見線の一部が主要地方道浪江国見線に指定される。
- 1976年（昭和51年）11月16日 - 福島県によって県道路線に認定される[3]。
- 1993年（平成5年）5月11日 - 建設省から、県道浪江国見線が浪江国見線として主要地方道に指定される[4]。

## 路線状況

### バイパス
- 大関工区[5]（伊達市）
  - 全長660メートル、幅員6.0メートル、歩道を含む幅員7.5メートル。事業費1億7千万円。

### 重複区間
- 国道399号（双葉郡浪江町津島字下谷津（起点） - 相馬郡飯舘村飯樋町）
- 福島県道12号原町川俣線（相馬郡飯舘村草野字大谷地 - 同郡同村草野字本町）
- 福島県道45号丸森霊山線（伊達市霊山町大石字院主 - 同市霊山町大石字鳥居）
- 国道349号（伊達市梁川町字広瀬町 - 同市梁川町字西土橋）
- 福島県道123号保原伊達崎桑折線（伊達郡桑折町伊達崎字舟場下 - 同郡同町伊達崎字安貝内）

### 道路施設
不忘橋
- 全長：29.5m
- 幅員：11.5m
- 竣工：1987年[6]

伊達市霊山町大石字落合、字院主にて一級水系阿武隈川水系北川を渡る。橋上は上下対向2車線で供用され、上り線側に歩道が設置されている。北詰は福島県道45号が分岐する丁字路である。霊山神社の門前であり、高欄は朱色に塗装され親柱には擬宝珠が設置されている。
二村橋
- 全長：78.6m
- 幅員：12.8m
- 竣工：1993年[6]

伊達市霊山町泉原字方事から梁川町大関字上原に至り、一級水系阿武隈川水系広瀬川を渡る。橋上は上下対向2車線で供用され、上下線両側に歩道が設置されている。
日の出橋
- 全長：41.0m
  - 主径間：19.955m
- 幅員：7.5（10.0）m
- 形式：2径間単純合成H鋼桁橋
- 竣工：1984年

伊達市保原町中瀬字日の出から桑折町伊達崎字大割東に至り、一級水系阿武隈川水系東根川を渡る。東根川小規模河川改良工事により河道付替が行われることに併せ、地方道橋梁整備事業として1983年度に着工された。総事業費は1億3600万円。
伊達崎橋
赤水橋
桑折町伊達崎字竹ノ内から字赤沢に至り、一級水系阿武隈川水系佐久間川を渡る。
佐々間橋
国見町塚野目字金屋から字北塚、字沢に至り、一級水系阿武隈川水系普蔵川を渡る。

## 地理

### 通過する自治体
- 双葉郡
  - 浪江町
- 相馬郡
  - 飯舘村
- 伊達市
- 伊達郡
  - 桑折町
  - 国見町

### 交差する道路
浪江町
- 国道114号・国道399号 いわき方面（津島字下谷津（起点））

飯舘村
- 福島県道62号原町二本松線（長泥字長泥）
- 国道399号 福島方面（飯樋字町）
- 福島県道12号原町川俣線 南相馬方面・福島県道268号草野大倉鹿島線（草野字大谷地）
- 福島県道12号原町川俣線（草野字本町）

伊達市
- 国道115号（霊山町石田字行合道）

自動車交通不能区間
- 福島県道316号広畑月舘線（霊山町大石字家ノ入）
- 福島県道45号丸森霊山線 丸森方面（霊山町大石字院主）
- 福島県道45号丸森霊山線 国道115号方面（霊山町大石字鳥居）
- 福島県道150号伊達霊山線（霊山町泉原字上舘）
- 国道349号 丸森方面（梁川町字広瀬町）
- 福島県道122号梁川霊山線（梁川町字幸町）
- 国道349号水戸方面・国道349号梁川バイパス（梁川町字西土橋）

桑折町
- 福島県道123号保原伊達崎桑折線 伊達市保原町方面（伊達崎字舟場下）
- 福島県道123号保原伊達崎桑折線 桑折町中心部方面（伊達崎字安貝内）

国見町
- 国道4号（伊達郡国見町藤田字日渡二（日渡交差点） 終点）

### 沿線にある施設など
- 佐須峠
- 道の駅国見 あつかしの郷